# Bhusawal
Bhusawal (o Bhusaval) è una città dell'India di 172.366 abitanti, situata nel distretto di Jalgaon, nello stato federato del Maharashtra. In base al numero di abitanti la città rientra nella classe I (da 100.000 persone in su).

## Geografia fisica
La città è situata a 21° 3' 0 N e 75° 46' 0 E e ha un'altitudine di 208 m s.l.m..

## Società

### Evoluzione demografica
Al censimento del 2001 la popolazione di Bhusawal assommava a 172.366 persone, delle quali 89.187 maschi e 83.179 femmine. I bambini di età inferiore o uguale ai sei anni assommavano a 19.569, dei quali 10.349 maschi e 9.220 femmine. Infine, coloro che erano in grado di saper almeno leggere e scrivere erano 133.757, dei quali 73.584 maschi e 60.173 femmine.